# Gheorghe Nedioglu
Gheorghe Nedioglu (n. 28 martie 1883 — d. 1963) a fost profesor de limba română și latină, director la  Liceul „Gheorghe Șincai” din București între anii 1919 - 1939.
A editat mai multe manuale școlare. În perioada 1904-1923 a funcționat la Arhivele Statului ca arhivist paleograf și subdirector, colaborator apropiat a lui Dimitrie Onciul (director general al Arhivelor Statului 1900-1923).
Face parte din grupul profesorilor ce au predat la 'clasa palatina' - clasa  Regelui Mihai.